# ヤンウィレム・ヴァン・デ・ウェテリンク
ヤンウィレム・ヴァン・デ・ウェテリンク（Janwillem van de Wetering、1931年 - 2008年7月4日）は、オランダ・ロッテルダム出身の小説家。日本を含む世界中を渡り歩いたのち、1975年にオランダで小説家としてデビュー。1977年から死去する2008年まではアメリカ合衆国に居住した。

## 略歴
オランダ出身。南アフリカ共和国でトラックの運転手、セールスマン、守衛、事務員などを経験したのち、イギリス・ロンドンで哲学を学ぶ。そこで日本のことを知り、京都で一年半ほど座禅三昧の日々を過ごす。その後、コロンビアでのちに妻となるファニタと出会い、結婚。倒産の危機にあったファニタの家の織物問屋を立ち直らせたのち、共にオーストラリアを放浪する。オランダに戻ると、国から兵役に就くことを要請されたため、それを逃れるために警察官となる。在職中に、警察官としての体験から着想を得て執筆した長編小説『アムステルダムの異邦人』（オランダ語原題：Het lijk in de Haarlemmer Houttuinen）をオランダで刊行。自ら英語版も執筆し、アメリカで刊行した。在職のままシリーズ5作品を刊行したのち、1977年に警察官を辞めてアメリカ合衆国に渡り、アメリカでシリーズの執筆を続けた。
デビュー作から続く「フライプストラ警部補とデ・ヒール巡査部長」シリーズ（長編は全14編）のほか、「斎藤警部」が登場する作品などがある。また小説以外にも、禅に関する著作や、同じくオランダ出身である推理作家のロバート・ファン・ヒューリックの伝記などの著作もある。

## 主な作品
英語で刊行されているものを示す。

### 「フライプストラとデ・ヒール」シリーズ
アムステルダム警察のフライプストラ（Grijpstra）警部補とデ・ヒール（de Gier）巡査部長が活躍するシリーズ。
1. Outsider in Amsterdam (1975) 
  - アムステルダムの異邦人（訳：池央耿、1981年1月、創元推理文庫）
2. Tumbleweed (1976) 
  - キュラソー島から来た女 （訳：池央耿、1976年、ごま書房）
  - オカルト趣味の娼婦 （訳：池央耿、1981年、創元推理文庫）
3. The Corpse on the Dike (1976) 
  - 自殺好きの死体 （訳：吉野美恵子、1977年、ハヤカワ・ポケット・ミステリ）
4. Death of a Hawker (1977) 
  - 大道商人の死 （訳：池央耿、1987年、創元推理文庫）
5. The Japanese Corpse (1977)
6. The Blond Baboon (1978)
7. The Maine Massacre (1979)
8. The Mind-Murders (1981)
9. The Streetbird (1983)
10. The Rattle-Rat (1985)
11. Hard Rain (1986)
12. Just A Corpse at Twilight (1994)
13. The Hollow-Eyed Angel (1996)
14. The Perfidious Parrot (1997)

- The Amsterdam Cops: Collected Stories (1999) （短編集、13編収録）

### 児童文学
- Little Owl (1978)
- Hugh Pine (1980)
- Hugh Pine and the Good Place (1981)
- Hugh Pine and Something Else (1983)

### その他の小説
- The Butterfly Hunter (1982)
- Bliss and Bluster (1982)
- Inspector Saito's Small Satori (1985) （短編集）
- Murder by Remote Control (1986) (グラフィックノベル、Paul Kirchnerとの共作)
- Seesaw Millions (1988)
- Mangrove Mama and Other Tropical Tales of Terror (1995) （短編集）
- Judge Dee Plays His Lute: A Play and Selected Mystery Stories (1997) （短編集）

## 小説以外の著作
英語で刊行されているものを示す。
禅についての著作
- The Empty Mirror: Experiences in a Japanese Zen Monastery (1971)
- A Glimpse of Nothingness: Experiences in an American Zen Community (1975)
- Afterzen: Experiences of a Zen Student out on His Ear (1999)

伝記
- Robert Van Gulik: His Life, His Work (1988)